# Собор Святых Кирилла и Мефодия (Прага)
Кафедральный собор святых Кирилла и Мефодия (чеш. Katedralni Chrám svatých Cyrila a Metoděje) — главная православная церковь Праги. Находится на Рессловой улице в пражском районе Нове-Место. Здесь находится кафедра предстоятеля Чехословацкой Православной Церкви.
Изначально построена как католическая церковь святого Карло Борромео (нем. Karl Borromäus-Kirche). Строительство с 1730 по 1736 год велось по проекту архитектора Килиана Игнаца Динценхофера. Однако в 1783 году после церковных реформ Иосифа II богослужения в здании были прекращены.
В 1942 году во время Второй мировой войны собор был местом, где скрывались и приняли последний бой чешские и словацкие патриоты, которые убили Рейнхарда Гейдриха. В настоящее время в крипте собора находится музей памяти героев Сопротивления.
26 августа 2021 года Франк-Вальтер Штайнмайер стал первым президентом Германии, посетившим мемориал Гейдрихиади. На улице Ресслова в Праге он отдал дань памяти чехословацким десантникам, погибшим в борьбе с нацистами после убийства рейхспротектора Рейнхарда Гейдриха. 

## Строительство
Здание церкви было построено архитекторами эпохи барокко Килианом Игнацем Динценхофером в период с 1730 по 1736 год. Первоначально он был посвящен покровителю больных, святому Карло Борромео. Римско-католический храм был частью соседнего дома для отставных священников, который был упразднен в 1783 году и превращен в казармы и склады. В 1866 году здание вошло в состав ЧВУТ. 29 июля 1933 года по решению Совета министров Чехословацкой республики здание было передано православным. Тогда здание было освящено в честь Святых Кирилла и Мефодия, чья миссия охватывала в том числе и чешские земли. Среди немцев церковь продолжала быть известной как церковь Карло Борромео (в частности, такое название официально использовалось оккупационными властями во время событий 1942 г.). 29 сентября 1935 года церковь была торжественно освящена и стала резиденцией православного епископа Горазда (в миру Матей Павлик).

## История церкви

### Место и репутация
Согласно устному преданию, на месте храма должна была быть небольшая церковь, построенная князем Борживоем I и посвященная его крестителю святому Мефодию. Местное название церкви На Здеразе произошло от настоящего имени Здерад — землевладелец.